# Národní park Uluru-Kata Tjuta
Národní park Uluru - Kata Tjuta se nachází v Severním teritoriu v Austrálii. Jedná se o území o rozloze 1325 km², které je chráněno od roku 1958. Dvěma hlavními částmi národního parku jsou skalní skupina Kata Tjuta, známá též jako the Olgas a především monolit Uluru (Ayers Rock), který je jedním ze symbolů Austrálie. Nachází se v australském středozemí, přibližně 1430 km jižně od Darwinu. Národní park Uluru-Kata Tjuta byl zapsán na seznam Světového dědictvi UNESCO ve dvou fázích - v roce 1987 na seznam památek přírodního dědictví a v roce 1994 na seznam světového kulturního dědictví. Na seznam národních kulturních památek Austrálie byl národní park zapsán 21. května 2007. Sídlo správy národního parku je ve městě Yulara, které však leží již mimo hranice NP Uluru-Kata Tjuta.
Území národního parku Uluru - Kata Tjuta je považováno za symbol jedné z nejstarších kultur a lidského společenství, jež se dochovalo na Zemi až do současnosti. Celé toto území uprostřed pouštní oblasti je ve vlastnictví domorodého kmene Anangu, hovořícího dialekty pitjantjatjara a yankunytjatjara, a jeho správa se řídí tradičním právem místních obyvatel, zvaným Tjukurpa. Toto tradiční právo, postavené na vztazích mezi lidmi, rostlinami, zvířaty a fyzickými rysy země a odrážející duchovní rozměr života původních obyvatel, tvoří kodex chování, které lid Anangu dodržuje dodnes. 

## Uluru

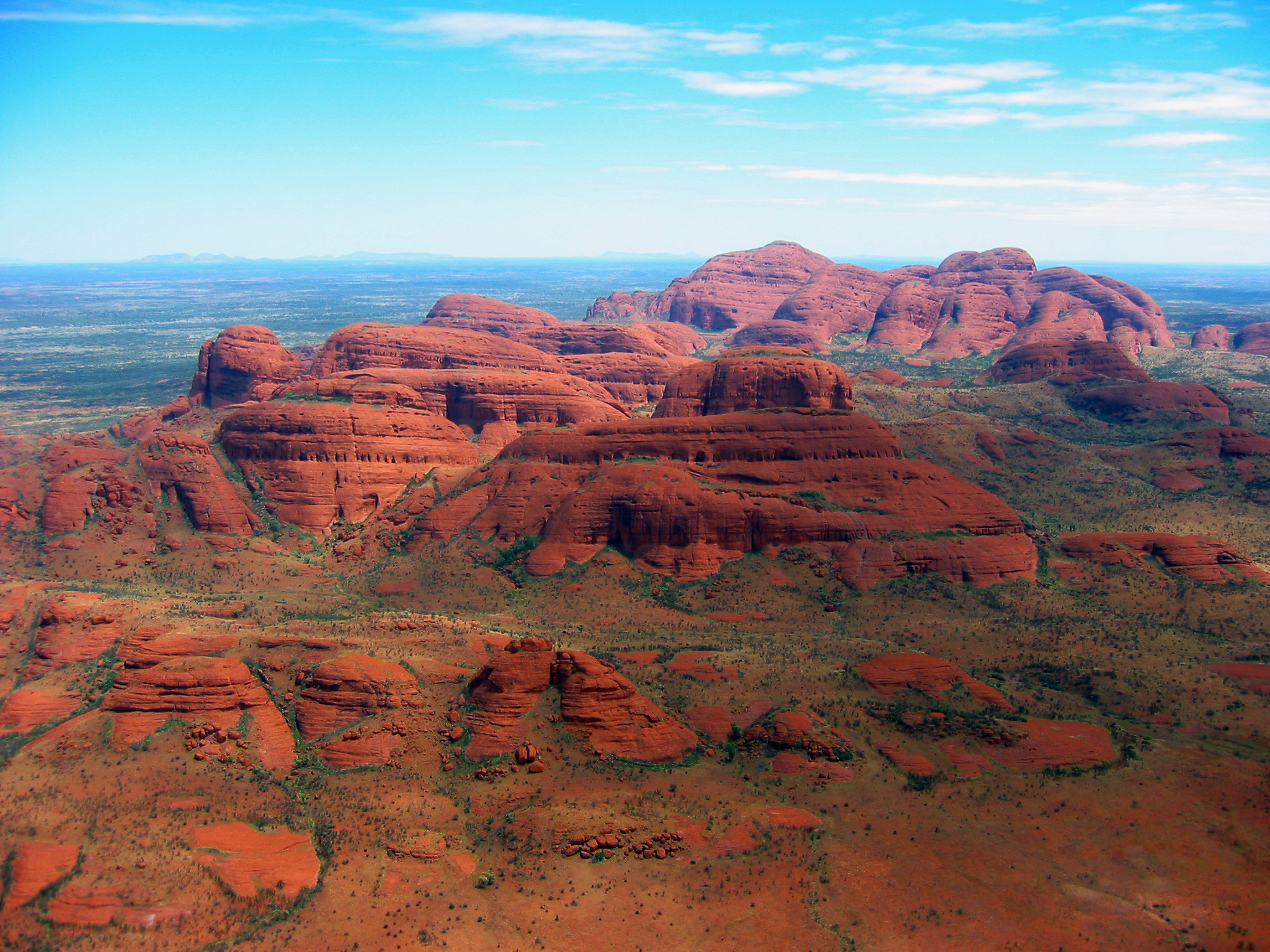
Kata Tjuta - pohled z letadla

Monolit ční do výše 348 metrů nad okolní rovinatou krajinu a do země zasahuje až 5 km hluboko. Dlouhý je 3,6 km a široký 2,4 km. Geologické stáří je až 600 mil. let. Pískovec Ayersovy skály je bohatý na horniny obsahující aluminium a křemičitany. Tím získává načervenalý nádech. Celý objekt je znám tím, jak během dne mění své barvy od oranžové přes jantarovou až ke karmínové, tak jak postupují sluneční paprsky. Při západu slunce má barvu nejvíce oranžovou. Celá skála je rozryta brázdami, po kterých stéká povrchová voda.

## Kata Tjuta
Komplex sestává z 36 skalních vrcholů, které zaujímají rozlohu 21,68 km². Nejvyšší vrchol, Mount Olga, má výšku 1066 m n. m. (546 m nad okolním terénem), je tak o 198 m vyšší nežli Uluru.
Skály jsou tvořeny usazenými horninami tvořenými drobnými kamínky a oblázky různého složení (žula, bazalt aj.), stmelených do pískovcové horniny. Komplex vznikl v důsledku erozních procesů před 500 miliony let. Skalní kupa leží na jižním okraji Amadeovy kotliny, která vznikla před cca 900 miliony let. V této kotlině se ukládaly miliony let vrstvy sedimentů. Po cca 300 milionech let se tento proces zastavil a vzniklo zde mělké jezero. Jezero vyschlo a vznikla zde solná vrstva. Závěrem nastoupilo chladné období. Starší sedimenty Amadeovy kotliny byly zvrásněny, zohýbány a stlačeny; vytvořilo se pohoří. To bylo podrobeno erozním procesům a u jeho paty se objevily velké masy naplavenin.
Zhruba před 500 miliony let opět území pokrylo mělké jezero, na jehož dně se opět ukládaly sedimenty, jež stlačily a stmelily hrubý štěrk v pískovec. Další vrásnění mělo za následek vymodelování Alice Springs a vrstva sedimentů Kata Tjuta se naklonila o 20° oproti horizontále. Před 65 miliony let se vytvořilo široké údolí mezi Uluru a Kata Tjuta, jež bylo posléze zaplněno říčními písky a uhelnými uloženinami. V této době vládlo deštivé klima a během posledních 500 000 let bylo klima zase sušší a vytvořil se slabý písečný pokryv.

## Galerie

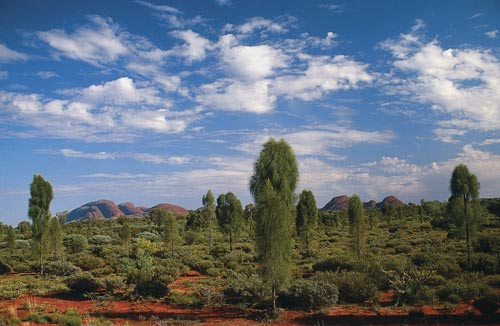
Polopouštní krajina
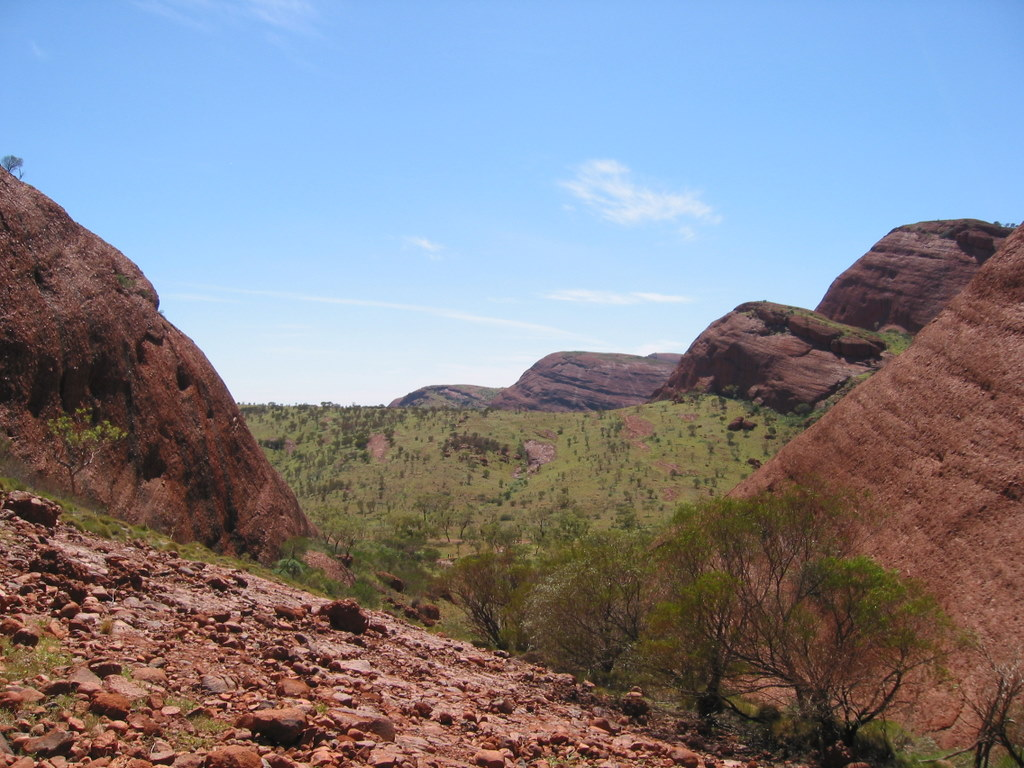
Kata Tjuta: Valley of the Winds uprostřed skal
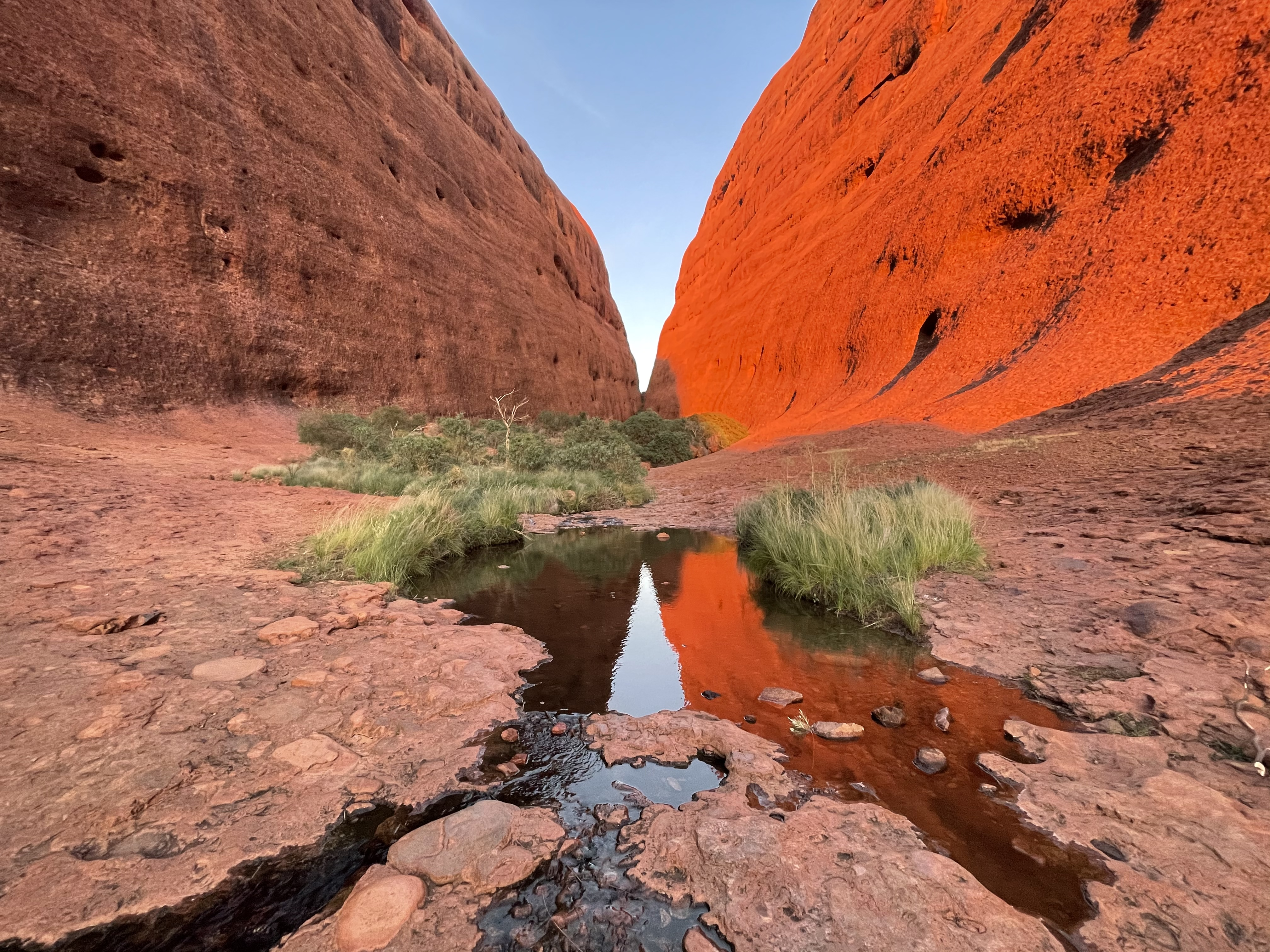
Kata Tjuta: soutěska a jezírka s pitnou vodou
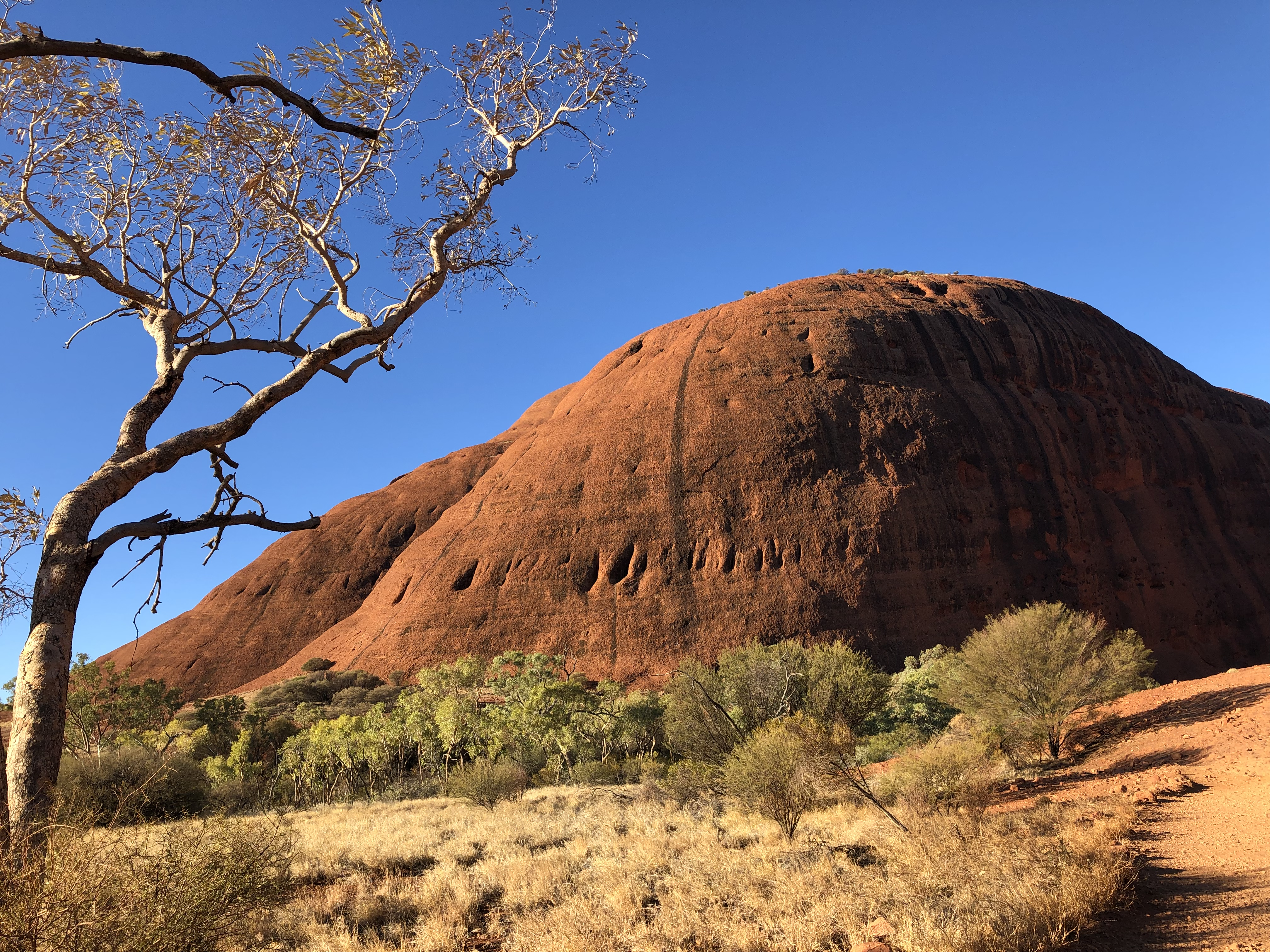
Podzimní krajina
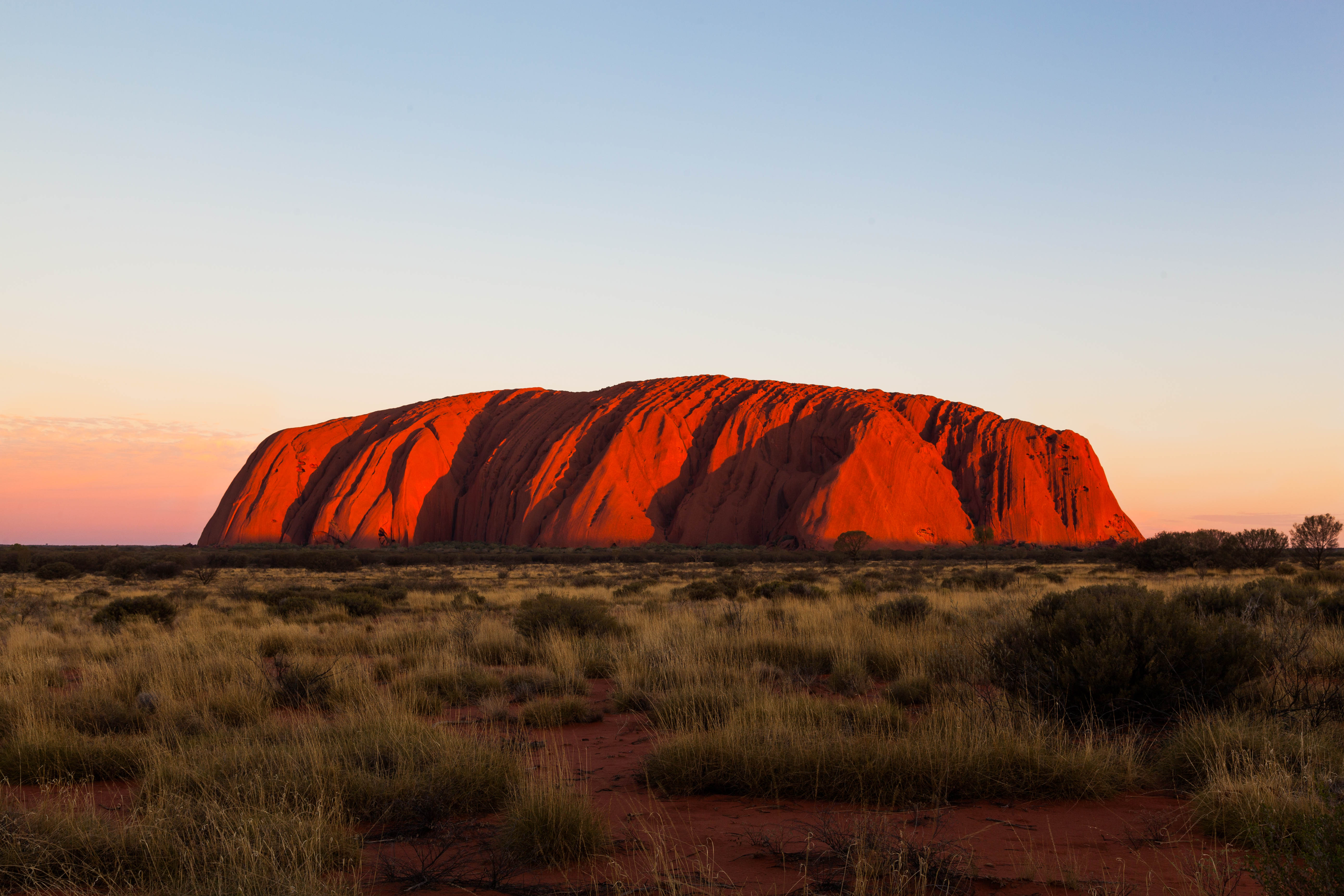
Uluru

## Významná světová hodnota podle UNESCO
Tento park, dříve nazývaný národní park Uluru (Ayers Rock - Mount Olga), představuje velkolepé geologické útvary, které dominují obrovské červené písečné pláni střední Austrálie. Uluru, obrovský monolit, a Kata Tjuta, skalní kopule západně od Uluru, jsou součástí tradičního náboženství jedné z nejstarších lidských společností na světě. Tradiční majitelé Uluru-Kata Tjuta jsou aboridžinci kmene Anangu.

## Další informace
V parku je zákaz pobytu v nočních hodinách. Vstup do parku je zpoplatněn.